# Простий ідеал
В абстрактній алгебрі простий ідеал — ідеал кільця, властивості якого схожі з властивостями простих чисел. Окрім теорії кілець поняття також часто використовується у алгебраїчній геометрії, де прості ідеали многочленів визначають афінні многовиди.
Узагальненням поняття простого ідеала є примарний ідеал. 

## Визначення
Ідеал {\displaystyle \ P} кільця {\displaystyle \ R} називається простим, якщо {\displaystyle P\subsetneq R} і якщо з того, що добуток {\displaystyle \ AB} двох ідеалів {\displaystyle A,B\subset R} міститься в {\displaystyle \ P}, то принаймні один з ідеалів {\displaystyle \ A} або {\displaystyle \ B} міститься в {\displaystyle \ P}. 
У загальному некомутативному кільці це еквівалентно наступному означенню:
Ідеал називається простим якщо виконуються умови:
- якщо {\displaystyle a,b\in R} такі, що для всіх {\displaystyle r\in R}, їх добуток {\displaystyle arb\,} належить {\displaystyle P\,}, тоді {\displaystyle a\in P} або {\displaystyle b\in P}.
- {\displaystyle P\,} не рівне кільцю {\displaystyle R\,}.

У комутативному кільці ідеал називається простим, якщо для деяких двох елементів {\displaystyle a,b\in A} з того, що {\displaystyle ab\in {\mathfrak {a}}}, випливає що {\displaystyle a\in {\mathfrak {a}}} або {\displaystyle b\in {\mathfrak {a}}}. Якщо ця властивість виконується для некомутативного кільця його називають цілком простим.
Замітка. Іноді термін простий ідеал використовується лише для комутативних кілець. У некомутативному випадку при цьому використовується термін первинний ідеал.

## Властивості
- Прообраз простого ідеалу при гомоморфізмі комутативних кілець є простим ідеалом.
- Ідеал {\displaystyle {\mathfrak {a}}} у комутативному кільці є простим, якщо елементи доповнення до нього утворюють мультиплікативну систему.
  - Підмножина кільця  називається мультиплікативною системою, якщо вона замкнута відносно операції множення.
- Теорема віддільності: Нехай в комутативному кільці {\displaystyle A} з одиницею заданий ідеал {\displaystyle {\mathfrak {a}}}, що не перетинається з мультиплікативною системою {\displaystyle S_{0}}. Тоді існує простий ідеал {\displaystyle {\mathfrak {p}}}, що містить {\displaystyle {\mathfrak {a}}} і не перетинається з системою {\displaystyle S_{0}}.
  - Доведення використовує один з варіантів леми Цорна. Множина всіх ідеалів кільця A, що містять {\displaystyle {\mathfrak {a}}} і не перетинаються з системою {\displaystyle S_{0}} є непорожньою (вона містить ідеал {\displaystyle {\mathfrak {a}}}), і відношення теоретико-множинного включення задає на ньому індуктивний порядок. За лемою Цорна ця множина містить максимальний елемент — деякий ідеал {\displaystyle {\mathfrak {p}}}. Припущення про його непростоту приводить до суперечності з його максимальністю.
- Теорема про радикал: Перетин всіх простих ідеалів, що містять ідеал {\displaystyle {\mathfrak {a}}}, збігається з радикалом ідеалу {\displaystyle {\mathfrak {a}}} (тобто множиною {\displaystyle {\sqrt {\mathfrak {a}}}=\{f\in A:\,\exists n\in \mathbb {N} \,\,f^{n}\in {\mathfrak {a}}\}})
  - Нехай {\displaystyle {\mathfrak {p}}} — простий ідеал, що містить {\displaystyle {\mathfrak {a}}}. Якщо елемент f належить радикалу {\displaystyle {\sqrt {\mathfrak {a}}}}, значить деякий його степінь належить ідеалу {\displaystyle {\mathfrak {a}}\subset {\mathfrak {p}}}, відповідно f не може належати доповненню до {\displaystyle {\mathfrak {p}}}, оскільки це доповнення — мультиплікативна система (якщо воно містить f, то містить і всі його степені). Значить f необхідно належить всім простим ідеалам, що містять ідеал {\displaystyle {\mathfrak {a}}}.
 Навпаки: нехай f не належить радикалу {\displaystyle {\sqrt {\mathfrak {a}}}}. Тоді множина всіх його степенів — мультиплікативна система, що не перетинає {\displaystyle {\mathfrak {a}}}. За попередньою теоремою існує простий ідеал, що містить {\displaystyle {\mathfrak {a}}} і що не містить жоден із степенів елементу f. Значить f не належить усім простим ідеалам, що містять ідеал {\displaystyle {\mathfrak {a}}}.

## Приклади
- Нехай R — кільце C[X, Y] многочленів від двох змінних, з комплексними коефіцієнтами. Тоді ідеал породжений многочленом Y2 − X3 − X − 1 є простим.
- У довільному кільці з одиницею довільний максимальний ідеал є простим.

Нехай {\displaystyle {\mathfrak {m}}} максимальний ідеал кільця {\displaystyle R} і припустимо {\displaystyle R} має ідеали {\displaystyle {\mathfrak {a}}} і {\displaystyle {\mathfrak {b}}} і {\displaystyle {\mathfrak {a}}{\mathfrak {b}}\subseteq {\mathfrak {m}}}, але {\displaystyle {\mathfrak {a}}\nsubseteq {\mathfrak {m}}}. Оскільки {\displaystyle {\mathfrak {m}}} є максимальним, маємо {\displaystyle {\mathfrak {a}}+{\mathfrak {m}}=R}. Тоді,
{\displaystyle {\mathfrak {b}}=R{\mathfrak {b}}=({\mathfrak {a}}+{\mathfrak {m}}){\mathfrak {b}}={\mathfrak {a}}{\mathfrak {b}}+{\mathfrak {m}}{\mathfrak {b}}\subseteq {\mathfrak {m}}+{\mathfrak {m}}={\mathfrak {m}}.}
Тому {\displaystyle {\mathfrak {a}}\subseteq {\mathfrak {m}}} або {\displaystyle {\mathfrak {b}}\subseteq {\mathfrak {m}}}, тобто ідеал є простим.

### Українською
- (укр.) Гаврилків В. М. Елементи теорії груп та теорії кілець. — І.-Ф.  : Голіней, 2023. — 153 с.

### Іншими мовами
- Ван дер Варден Б. Л. Алгебра. — Москва : Наука, 1975. — 623 с. — ISBN 5-8114-0552-9.(рос.)
- Винберг Э. Б. Курс алгебри. — 4-е изд. — Москва : МЦНМО, 2011. — 592 с. — ISBN 978-5-94057-685-3.(рос.)